# Thorvald Eigenbrod
Jakob Thorvald Eigenbrod (2. december 1892 i Aalborg – 5. maj 1977 i Munkebjerg, Odense) var en dansk landhockeyspiller. Han vandt med det danske landhockeyhold olympisk sølvmedalje i landhockey ved OL 1920 i Antwerpen. Holdet tabte i finalen til Storbritannien.
Thorvald Eigenbrod blev student fra Aalborg Katedralskole 1911 og cand. jur. fra Københavns Universitet 1917, hvor han spillede for Københavns Hockeyklub. Han tog derefter fuldmægtiguddannelse i Aalborg, Roskilde og København, inden han blev sagfører i Odense 1922 og landsretssagfører 1924.